# Intersecția de autostrăzi Nürnberg

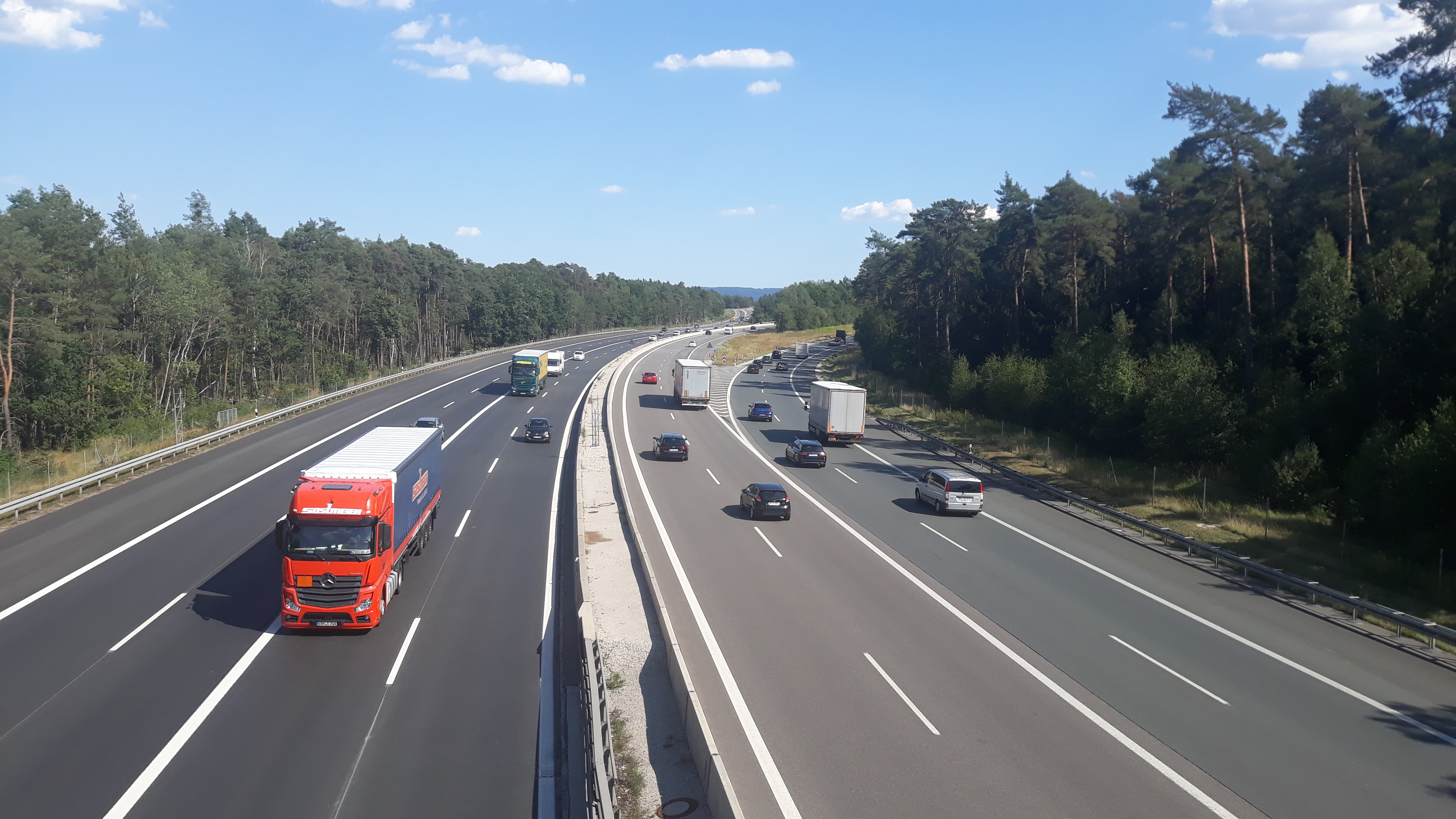
A 3 din direcția Würzburg (banda din dreapta) înainte de intersecția Nürnberg

Intersecția de autostrăzi Nürnberg (în germană Autobahnkreuz Nürnberg; abreviere: AK Nürnberg; forma scurtă: Kreuz Nürnberg) este o intersecție de autostrăzi din Bavaria, aflată în regiunea metropolitană Nürnberg. Conectează A 3 (Oberhausen — Frankfurt am Main — Passau) cu A 9 (Berlin — Leipzig — München).

## Geografie
Intersecția de autostrăzi se află la granița zonei neîncorporate Brunn cu Pădurea Haimendorfer din districtul Nürnberg. Orașele și comunitățile din jur sunt Leinburg, Nürnberg, Röthenbach și Lauf an der Pegnitz. IA este situată la aproximativ 10 km est de centrul orașului Nürnberg și la aproximativ 60 km sud de Bayreuth.
Este un important nod de circulație, deoarece aici se întâlnesc conexiunile importante între Țările de Jos - Austria/Linz (pe A 3) și Berlin/Polonia - München - Austria/Innsbruck (pe A 9).
Intersecția de autostradă Nürnberg are numărul 88 pe A 3 și numărul 51 pe A 9.

## Istoric
Intersecția Nürnberg a fost construită inițial de tipul frunză de trifoi. După cel de-al Doilea Război Mondial, din cauza divizării Germaniei, pe A 9 la nord de Nürnberg a fost puțin trafic. Deoarece traficul în direcția Würzburg a fost semnificativ mai intens, nodul de autostradă a fost extins incluzând o tangentă. Cel de-al patrulea cadran al frunzei de trifoi, construit inițial pentru schimbarea în această direcție, există încă. Până la începutul anului 2018, încă mai avea pavaj original cu piatră cubică și poate fi folosit doar de departamentul de întreținere a autostrăzilor.

## Forma constructivă
Intersecția de autostradă Nürnberg este de tipul frunză de trifoi cu TOTSO: șoseaua principală a A 3 din direcția Würzburg continuă ca A 9 spre München, așa că trebuie să schimbați benzile pentru a continua drumul pe A 3 spre Regensburg. Autostrada principală A 9 din München continuă, de asemenea, ca A 3 spre Frankfurt pe Main, așa că trebuie să schimbați benzile aici pentru a continua drumul spre Berlin.

## Volumul traficului
Prin intersecție trec aproximativ 167.000 de vehicule în fiecare zi, ceea ce o face una dintre cele mai aglomerate din Bavaria.